# 테카오산
테카오산(프랑스어: Mont Tekao)은 프랑스령 폴리네시아의 누쿠히바섬에 위치한 산이다. 높이는 1,229m이며, 마르키즈 제도에서 우아베산 다음으로 높은 산이다. 테카오산은 토비이 고원의 경계면을 따라 전통적으로 테이이 지방에 속해있다. 섬은 화산암으로 구성되어 있다. 테카오산은 순상 화산의 3중첩 칼데라에서 나온 부분이다. 주 칼데라의 돌출부는 타이오아헤만 남쪽을 향하고 있다. 테카오산은 태평양판의 열점에서 형성되어 연간 103~118mm의 속도로 서북서쪽으로 이동하고 있다. 지형적으로 가장 가까운 산은 히바오아섬의 테메티우산으로, 61.7km 떨어져 있다.

## 같이 보기
- 누쿠히바섬
- 우아베산
- 테메티우산